# 2NE1
2NE1 (Hangul: 투애니원, pronunțat "To Anyone" sau "twenty-one") este o trupă  de fete din Coreea de Sud care a debutat sub YG Entertainment pe 6 mai 2009 cu melodia Fire, iar pe 17 mai melodia și-a facut debutul la emisiunea Inkigayo de pe SBS. Înainte de debutul oficial, 2NE1 a apărut într-o reclamă Cyon alături de Big Bang pentru LG Telecom. 
Trupa inițial trebuia să se numească "21" dar exista deja un artist cu acest nume. Denumirea cu care trupa a debutat vine de la "New Evolution of the 21st Century"/"21c New Evolution" (Noua evoluție a secolului 21).
Pe 5 aprilie 2016, YG a anunțat plecarea lui Minzy din trupă și continuarea activității trupei ca trio. Pe 25 noiembrie 2016, YG a anunțat destrămarea trupei și a informat că CL și Dara își vor continua activitățile ca artiste solo în cadrul companiei, în timp ce Bom v-a părăsi agenția. Pe 21 ianuarie 2017,  a fost lansat ultimul single sub numele 2NE1, fiind un adio pentru fani, intitulat "Goodbye" care a ajuns în vârful clasamentului Billboard World Digital Songs. Inițial versurile, scrise de CL, erau o scrisoare pentru Minzy.

## Membri

### CL
- Numele real: Lee Chae-Rin (Hangul: 이채린)
- Poziție: Rapper Principal , Vocalistă , Dansatoare , Lider
- Data nașterii: 26 februarie 1991 (28 ani)
- Limbi: Coreeană, Japoneză, Franceză, Engleză.
- Talente: muzica , dans , compunere , modeling, producator, rap

### Bom
- Numele real: Park Bom (Hangul: 박봄)
- Poziție: Vocalistă principală
- Data nașterii: 24 martie 1984 (35 de ani)

- Limbi: Coreeană, Engleză, Japoneză
- Talente : Pian, Flaut, Violoncel , harpa, muzica și dansul .

### Dara
- Nume real: Park Sandara (Hangul: 박산다라)
- Poziție: Vocalistă, Vizual( în traduce "fata grupului" sau "face of the grup" în engleză")
- Data nașterii: 12 noiembrie 1984 (34 de ani)
- Limbi: Coreeană, Engleză, Filipineză, Japoneză, Chineză (frecvent)
- Talente : Actorie, modeling, rap, dans, vocalista

### Minzy
- Nume real: Gong Minji (Hangul: 공민지)
- Poziție: Vocalistă, Rapper, Dansatoare principală, maknae
- Data nașterii: 16 ianuarie 1994 (25 ani)
- Limbi: Coreeană, Japoneză, Engleză.
- Talente: muzică , dans , rap , compunere.
- A părăsit trupa si agentia pe 5 aprilie 2016

## Discografie

### Albume de studio
- To Anyone (2010)
- Collection (2012)
- Crush (2014)

### EP
- 2NE1 (2009)
- 2NE1 (2011)

### Single-uri
- "Stay Together" (2009)
- "Fire" (2009)
- "I Don't Care" (2009)
- "In The Club" (2009)
- "Let's go party" (2009)
- "Pretty Boy" (2009)
- "Try to Follow Me" (2010)
- "Clap Your Hands" (2010)
- "I'm Busy" (2010)
- "Go Away" (2010)
- "Can't Nobody" (2010)
- "Don't Stop The Music" (2010)
- "Lonely" (2011)
- "I Am The Best" (2011)
- "I Hate You" (2011)
- "Ugly" (2011)
- "It hurts" (2011)
- "Scream " (2012)
- "I love you" (2012)
- "Falling in love (2013)
- "Do you love me" (2013)
- "Missing you" (2013)
- "If i were you" (2014)
- "Good to you" (2014)
- ''Come Back Home'' (2014)
- "Gotta Be You" (2014)
- "Happy" (2014)
- "Crush" (2014)
- "GoodBye" (2016)

### Colaborări
- "Forever with you" -  G-Dragon si T.O.P ft. Park Bom (2006)
- "Hot issue" - G-Dragon ft. CL (2007)
- "We belong togheter" -  BIGBANG ft. Park Bom (2008)
- "What" - YMGA ft. G-Dragon, Teddy, Kush, Perry, CL (2008)
- "Lollipop" - Big Bang feat. 2NE1 (2009)
- "The leaders" -  G-Dragon ft. CL si Teddy (2009)
- "Take the world" - 2NE1 ft. Will.i.am (2010)
- "Hallo"  -  G-Dragon ft. Dara (2011)
- "Oh yeah" -  GD&TOP ft. Park Bom (2011)
- "She's so ( Outta control )" - M-FLO ft. 2NE1 (2012)
- "Up"  -   EPIK HIGH ft. Park Bom (2012)
- "Gettin' Dumb" - Will.I.Am feat 2NE1 (2013)
- "Body"- Taeyang ft. CL (2013)
- "All I want for Christmas is you" - Bom ft. Lee Hi (2013)
- ''Dirty vibe'' - Skrillex ft. Diplo, CL & G-Dragon (2014)

### Solo
- "Kiss" - Dara ft. CL (2009)
- "You and I" - Bom (2009)
- "Please Don't Go" - CL ft. Minzy (2009)
- "Don't Cry" - Bom (2011)
- ''The baddest female'' - CL (2013)
- "MTBD  - CL (2014)
- ''Doctor Pepper''- CL ft. Diplo (2015)
- "Hello Bi+ches" - CL (2015)
- "Lifted" - CL (2016)
- "Ninano" - Minzy (2017)
- "Super woman" - Minzy (2017)
- 'Spring" - Bom ft. Dara (2019)
- "4:44" - Bom ft. Wheein of Mamamoo (2019)